# Mocímboa da Praia
Mocímboa da Praia  es un distrito y el nombre de su capital situado en la provincia de Cabo Delgado, en Mozambique. 

## Características
Limita al norte con el distrito de Palma, al norte y al noroeste con el de Nangade, al oeste con Mueda, al sur con Macomia y Muidumbe y al este con el Océano Índico.
Tiene una superficie de 3.548 km² y según datos oficiales de 1997 una población de 75.001 habitantes, lo cual arroja una densidad de 21,1 habitantes/km².